# Patricia Morison
Eileen Patricia Augusta Fraser Morison —más conocida como Patricia Morison— (Nueva York, Nueva York; 19 de marzo de 1915-Los Ángeles, California; 20 de mayo de 2018) fue una actriz estadounidense de cine y teatro, también cantante —mezzosoprano—.

## Biografía
Después de varios años como actriz de teatro debutó en el cine en 1939. Elogiada por su belleza caracterizada por sus ojos grandes y larga melena oscura, fue a menudo elegida durante este periodo de su carrera para papeles en los que hacía de femme fatale o de la «otra mujer». Pero fue con su regreso a los escenarios de Broadway que logró su mayor éxito actuando como protagonista en la producción original de Cole Porter [Bésame, Catalina].
Mientras actuaba en [Los dos ramos], Morison fue descubierta por los buscadores de talentos de la Paramount Pictures que justo en ese momento estaban en búsqueda de una mujer de exótica belleza al estilo de Dorothy Lamour, una las estrellas de Paramount en aquellos tiempos. Morison, firmó un contrato con la Paramount haciendo su debut en 1939 con el film Persons in Hiding. También en ese año Paramount la consideró para el papel de Isobel en su película de aventuras Beau Geste protagonizada por Gary Cooper y Ray Milland, pero finalmente el papel fue dado a Susan Hayward. Al año siguiente apareció en el film romántico Untamed, un remake de [Flor de capricho], del año 1926.
Después de realizar varios papeles para la Paramount en películas de menor importancia como Rangers of Fortune (1940), One Night in Lisbon (1941) —ambas con Fred MacMurray— y The Roundup (1941) con Richard Dix y Preston Foster; tras un acuerdo entre Paramount y 20th Century Fox interpretó uno de sus primeros papeles de villana en Romance del Río Grande (1941) protagonizada por César Romero como el Cisco Kid. Finalmente dejó la Paramount después de una serie de papeles poco gratificantes como los de Night in New Orleans (1942), Beyond the Blue Horizon (1942) y Are Husbands Necessary? (1942).